# Hauptfriedhof Erfurt
Der Hauptfriedhof Erfurt ist eine parkartige Begräbnisstätte in Erfurt und der größte Friedhof des Landes Thüringen.

## Geschichte

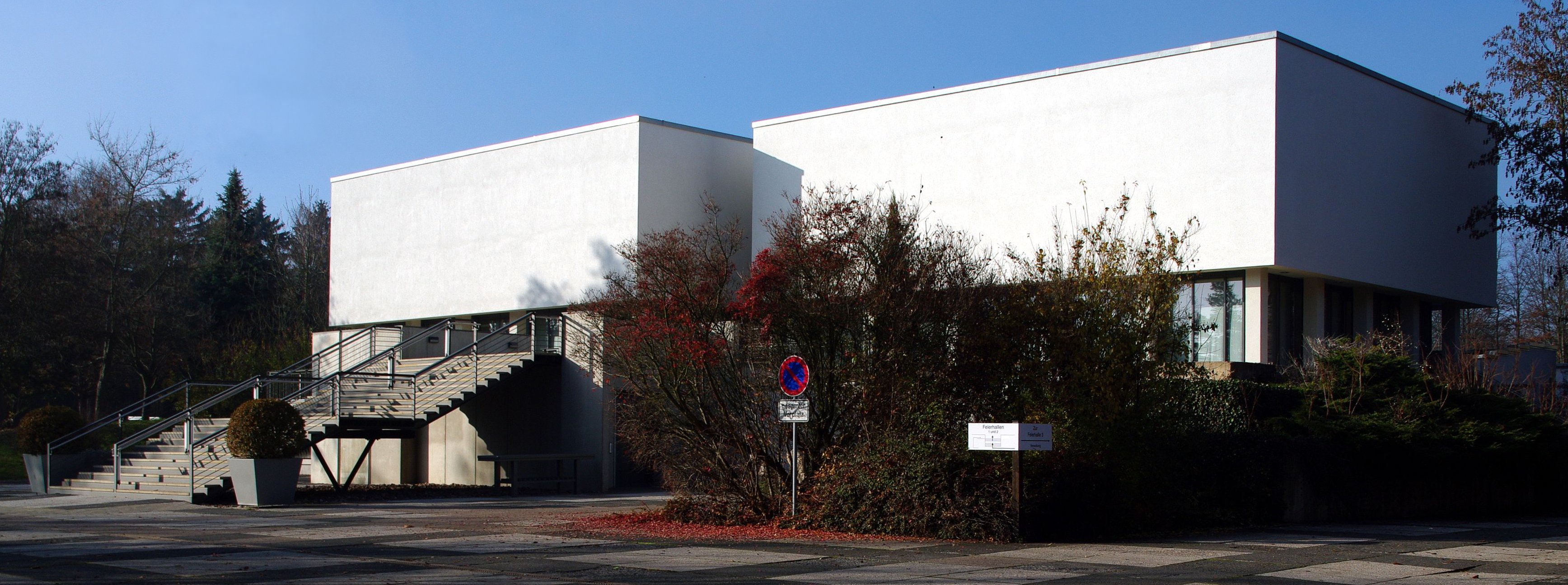
Die Feierhalle des Erfurter Hauptfriedhofs

Die Anlage wurde ab 1907 geplant und 1916 im Westen der Stadt eröffnet. Seit 1934 ist sie durch eine Straßenbahnlinie an die Innenstadt angebunden und seit 1977 mit einem Krematorium versehen. Der Friedhof nimmt heute eine Fläche von etwa 57 Hektar ein.
Zu seiner Gestaltung hatte man 1912 einen Ideenwettbewerb initiiert. Im Ergebnis gab es zwei prämierte Sieger, der Gartenarchitekt Hennings aus Hannover und der Architekt Paul Meißner aus Darmstadt.

## Gräber und Ehrenmale
Kriegsgräberstätten:

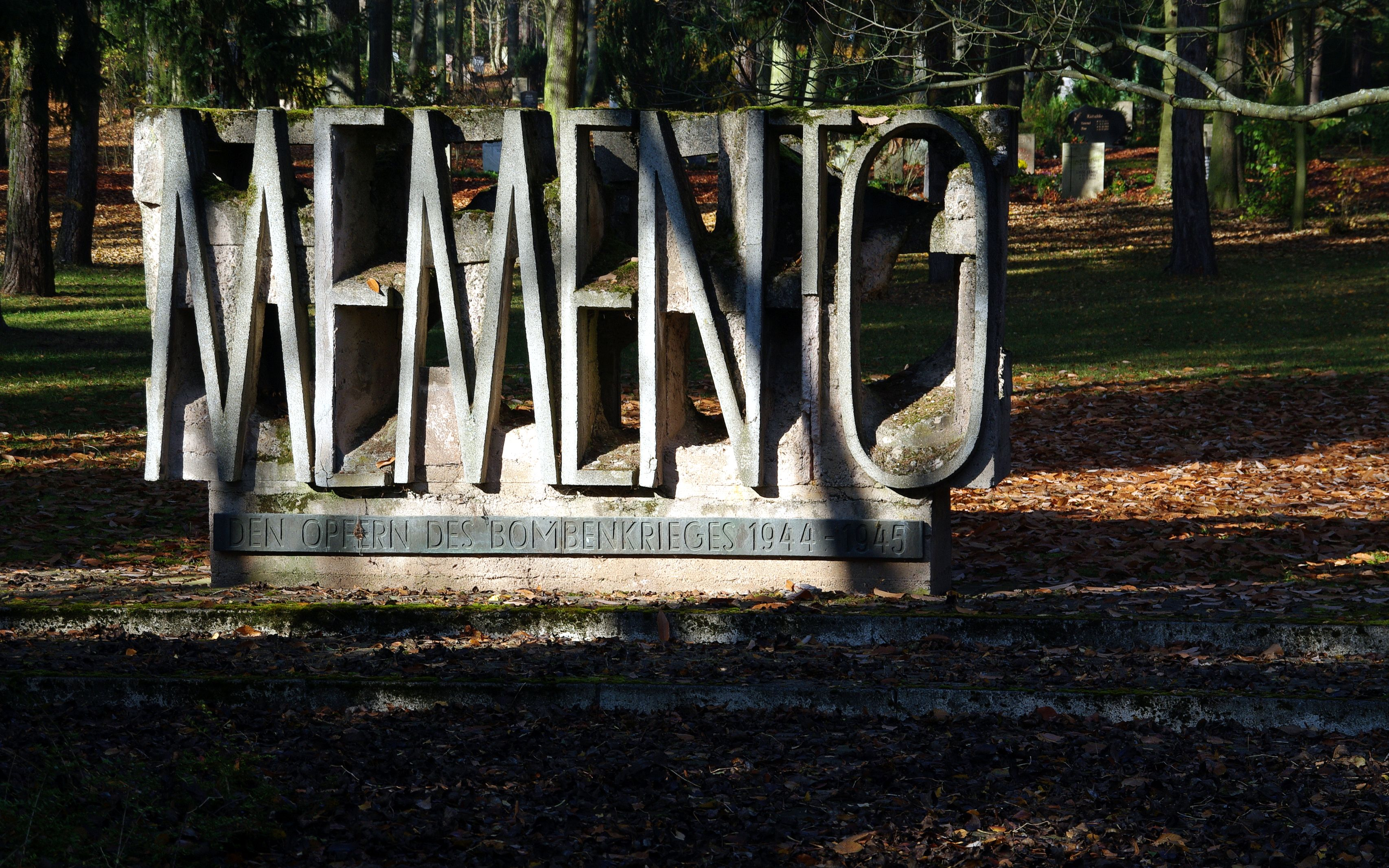
Denkmal für Bombenopfer und verstorbene Kriegsheimkehrer

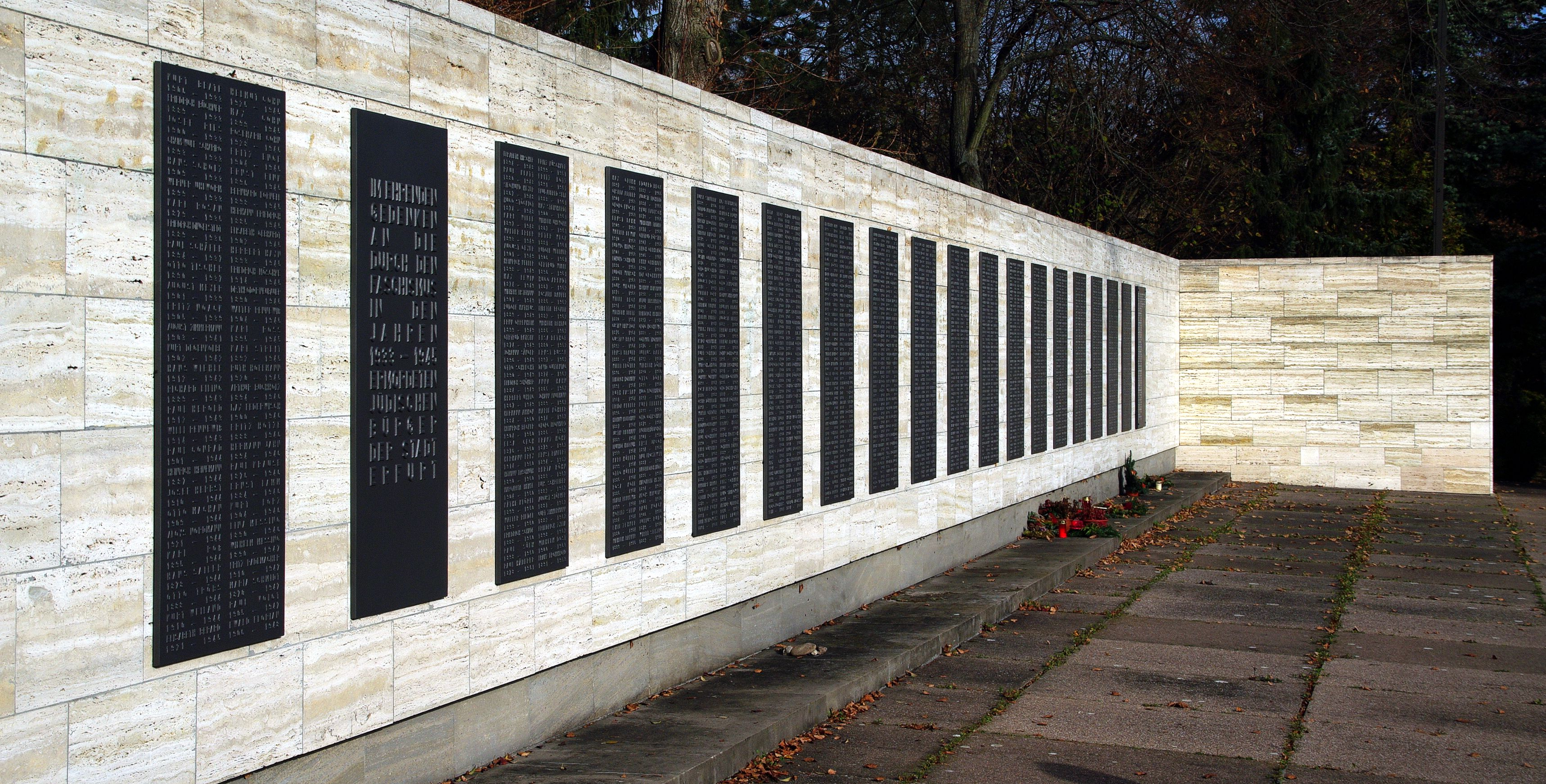
Denkmal für die Verfolgten des Naziregimes.

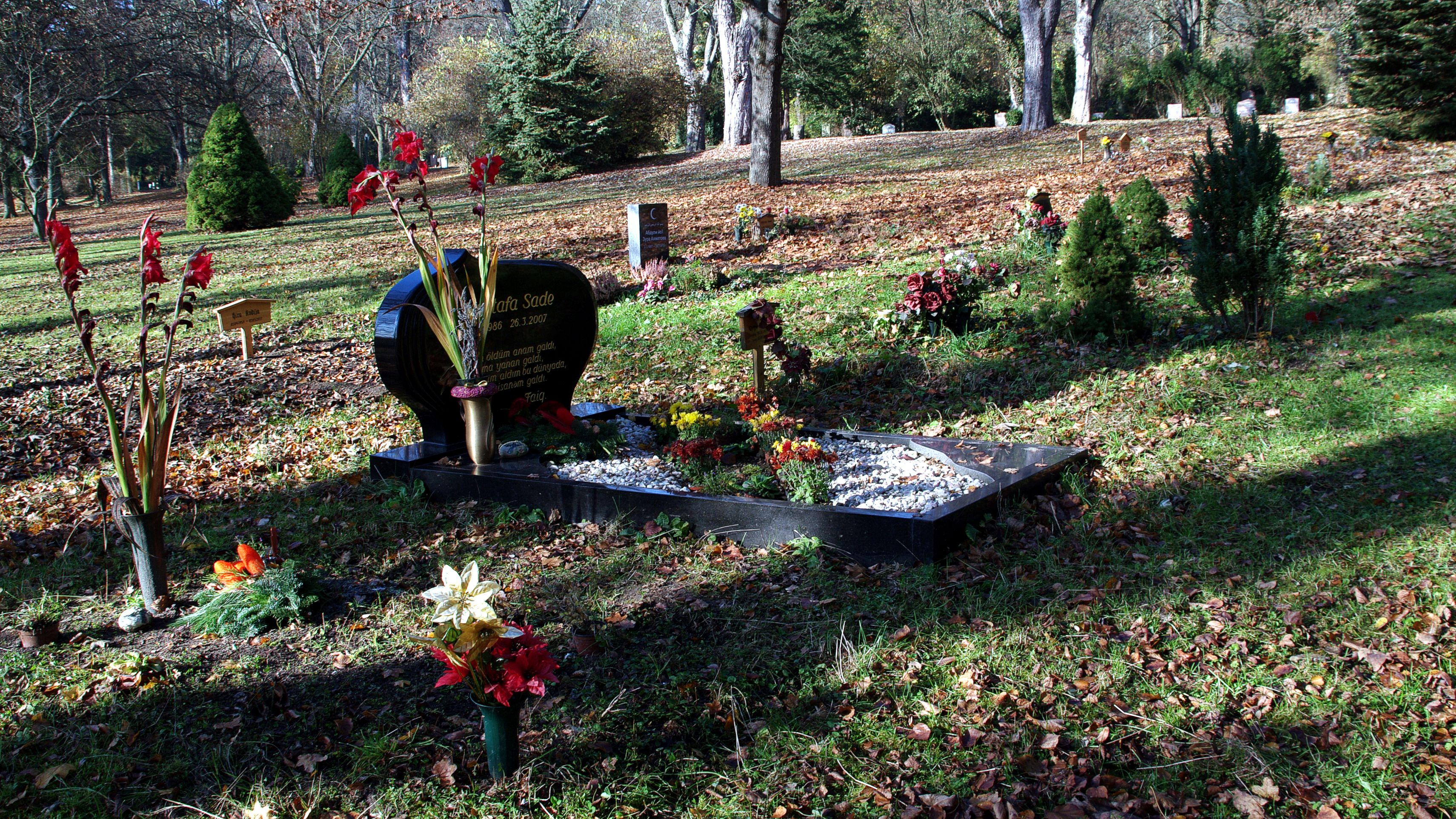
Muslimische Gräber auf dem Hauptfriedhof Erfurt.

- Ehrenhain I: für Gefallene des Ersten Weltkriegs. 1914 angelegt, 1975/76 umgestaltet. Das Denkmal stammt von 1946 (Max Brockert). Im Jahr 2009 wurden alle Grabsteine neu beschriftet.
- Ehrenhain II: in den Kriegsjahren 1939 bis 1945 belegt. 784 Opfer (Bombenopfer, Soldaten) wurden hier bestattet. Das Denkmal stammt von 1958, es wurde anstelle eines hölzernen Hochkreuzes errichtet. Die Granitkreuze mit den Namen der Opfer stammen von 1994.
- Ehrenhain III-MEMENTO: für Bombenopfer und Kriegsheimkehrer. Heutige Gestaltung von 1996. 137 Grabkreuze mit 748 Namen erinnern an die Opfer. Schriftzug MEMENTO von Helmut Braun 1952.
- Hamburger Block: für im Aufnahmeort Erfurt verstorbene Bombenopfer aus Hamburg und Berlin und für Kriegsheimkehrer: 154 Opfer.
- Zum Hauptfriedhof gehört der sowjetische Ehrenfriedhof für 604 sowjetische Zwangsarbeiter, Soldaten und Zivilisten.
- Französischer Ehrenhain für Opfer aus beiden Weltkriegen, mit Denkmal von 1954. 13 Gräber waren bei einem Luftangriff am 20. Februar 1944 zerstört worden, 90 Opfer wurden 1948 exhumiert und nach Frankreich gebracht.

Weitere Denkmäler und Gräber
- Ein Mahnmal von 1994 erinnert an die Opfer der Vertreibungen nach dem Zweiten Weltkrieg. Das Relief zeigt eine Mutter und einen Treck auf der Flucht.
- Ein Denkmal für den Segelflugpionier Max Standfuß wurde 1924 auf dem Hauptfriedhof eingeweiht.
- Die meisten Opfer des Amoklaufs in Erfurt vom 26. April 2002 wurden auf dem Hauptfriedhof beigesetzt.
- Auch Baumgräber werden auf dem Hauptfriedhof angeboten.

Ehrengräber:
Insgesamt befinden sich auf dem Hauptfriedhof 239 Ehrengräber, von denen 120 unter Denkmalschutz gemäß Denkmalbuch stehen. Zu den bekannten Personen, die auf dem Erfurter Hauptfriedhof bestattet wurden, gehören Erich Kleineidam, Professor der Philosophie. Hans Walther, Johannes Biereye und der Reichstagsabgeordnete Hermann Paul Reißhaus. Folgende Ehrenbürger der Stadt Erfurt sind in einem Ehrengrab beigesetzt
- Richard Wetz
- Hermann Schmidt
- Otto Knöpfer
- Hermann Jahn

Daneben wurden weitere bekannte Persönlichkeiten auf dem Friedhof beigesetzt, beispielsweise der Verfassungsrichter und Rechtswissenschaftler Manfred Baldus (2022) oder der Erfurter Politikwissenschaftler und Politiker Alexander Thumfart (2022).

## Veranstaltungen
Der Erfurter Hauptfriedhof diente 2006 als Veranstaltungsort für einen Auftritt des Kabarettisten Stephan Franke mit dem Programm Ruhe sanft!